# Pertusaria chiodectonoides
Pertusaria chiodectonoides är en lavart som beskrevs av Bagl. ex A. Massal. Pertusaria chiodectonoides ingår i släktet Pertusaria och familjen Pertusariaceae.  Arten är reproducerande i Sverige. Inga underarter finns listade i Catalogue of Life.